# Нікульське (Митищинський міський округ)
Ніку́льське (рос. Никульское) — присілок у складі Митищинського міського округу Московської області, Росія.

## Населення
Населення — 86 осіб (2010; 70 у 2002).
Національний склад (станом на 2002 рік):
- росіяни — 97 %